# Артольсайм
Артольса́йм (фр. Artolsheim) — коммуна на северо-востоке Франции в регионе Гранд-Эст (бывший Эльзас — Шампань — Арденны — Лотарингия), департамент Нижний Рейн, округ Селеста-Эрстен, кантон Селеста. До марта 2015 года коммуна административно входила в состав упразднённого кантона Маркольсайм (округ Селеста-Эрстен).
Площадь коммуны — 11,25 км², население — 855 человек (2006) с тенденцией к росту: 954 человека (2013), плотность населения — 84,8 чел/км².

## Население
Население коммуны в 2011 году составляло 930 человек, в 2012 году — 933 человека, а в 2013-м — 954 человека.
| 1962 | 1968 | 1975 | 1982 | 1990 | 1999 | 2006 | 2008 | 2011 | 2012 | 2013 |
| ---- | ---- | ---- | ---- | ---- | ---- | ---- | ---- | ---- | ---- | ---- |
| 716  | 705  | 630  | 649  | 643  | 728  | 855  | 890  | 930  | 933  | 954  |

Динамика населения:

## Экономика
В 2010 году из 602 человек трудоспособного возраста (от 15 до 64 лет) 476 были экономически активными, 126 — неактивными (показатель активности 79,1 %, в 1999 году — 72,6 %). Из 476 активных трудоспособных жителей работали 432 человека (243 мужчины и 189 женщин), 44 числились безработными (19 мужчин и 25 женщин). Среди 126 трудоспособных неактивных граждан 41 были учениками либо студентами, 48 — пенсионерами, а ещё 37 — были неактивны в силу других причин.

## Достопримечательности (фотогалерея)

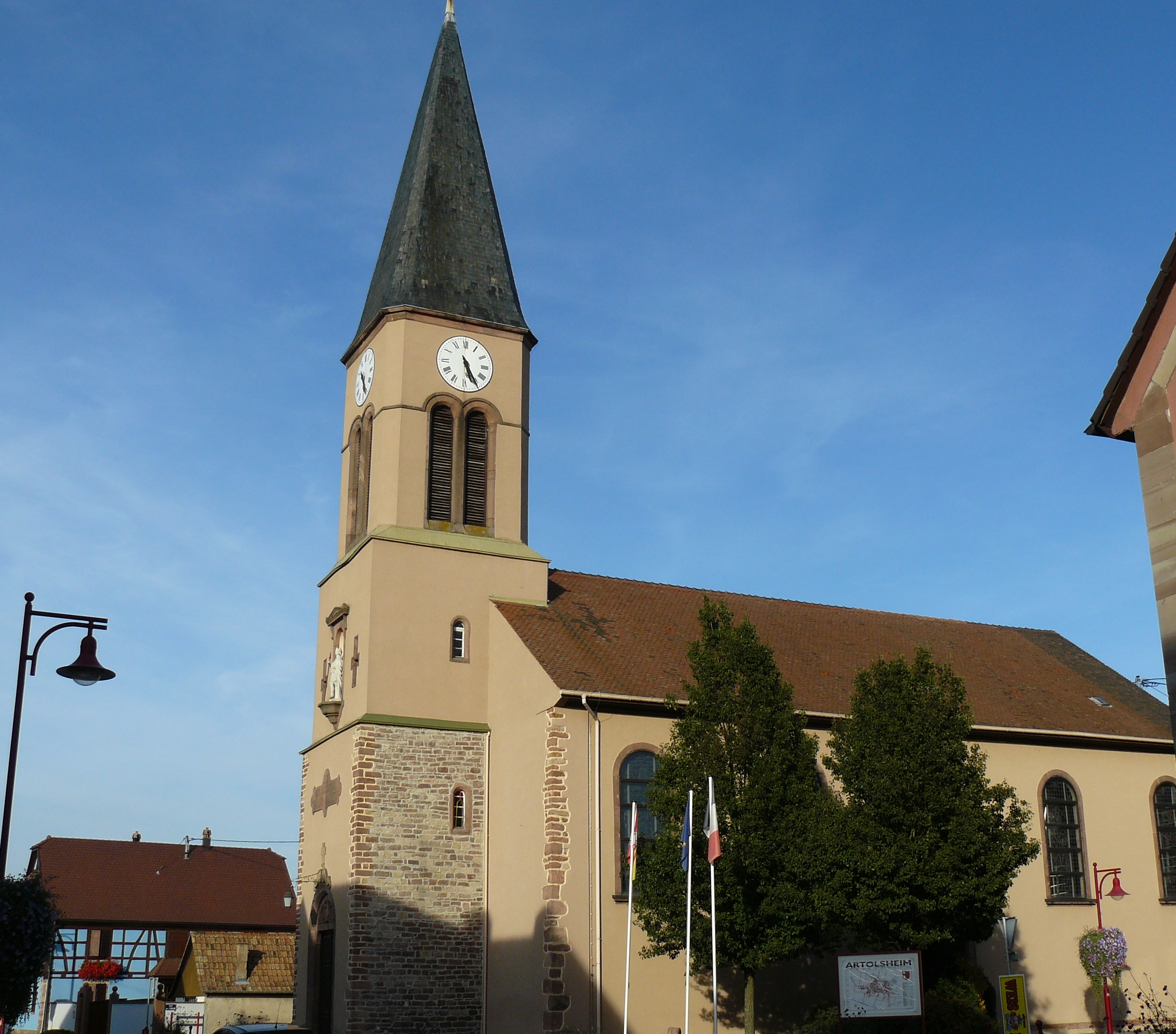
Церковь
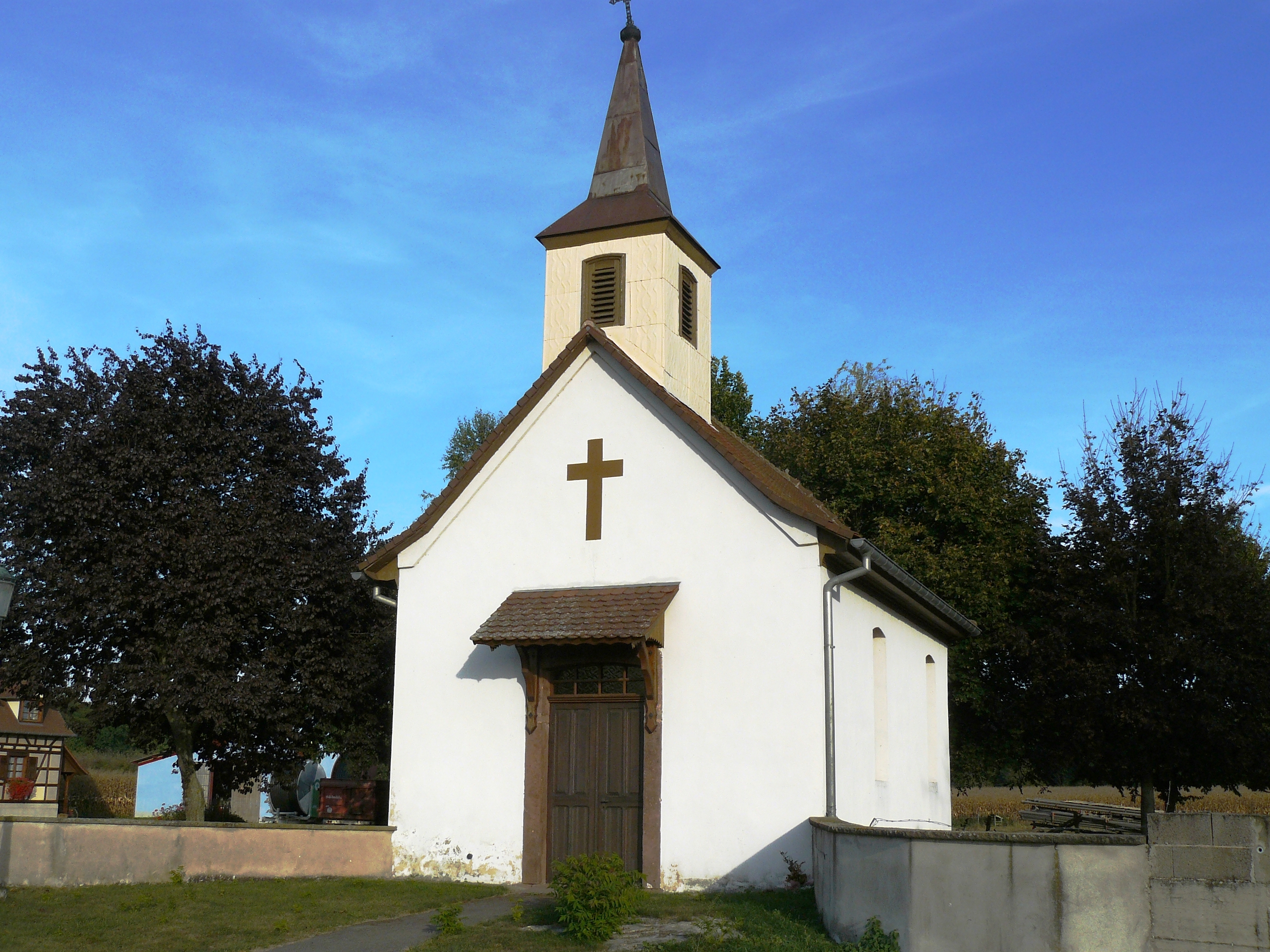
Часовня
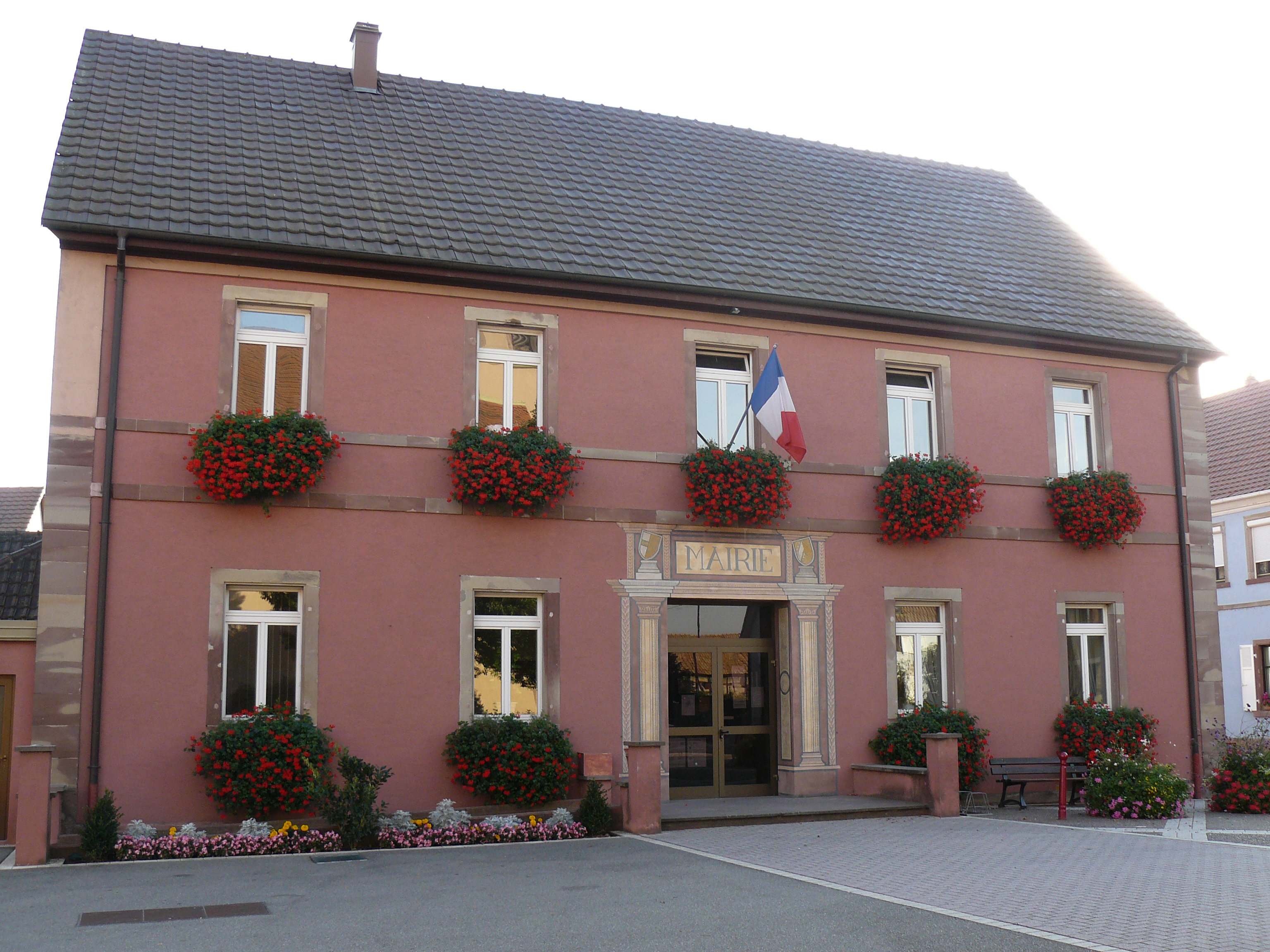
Здание мэрии
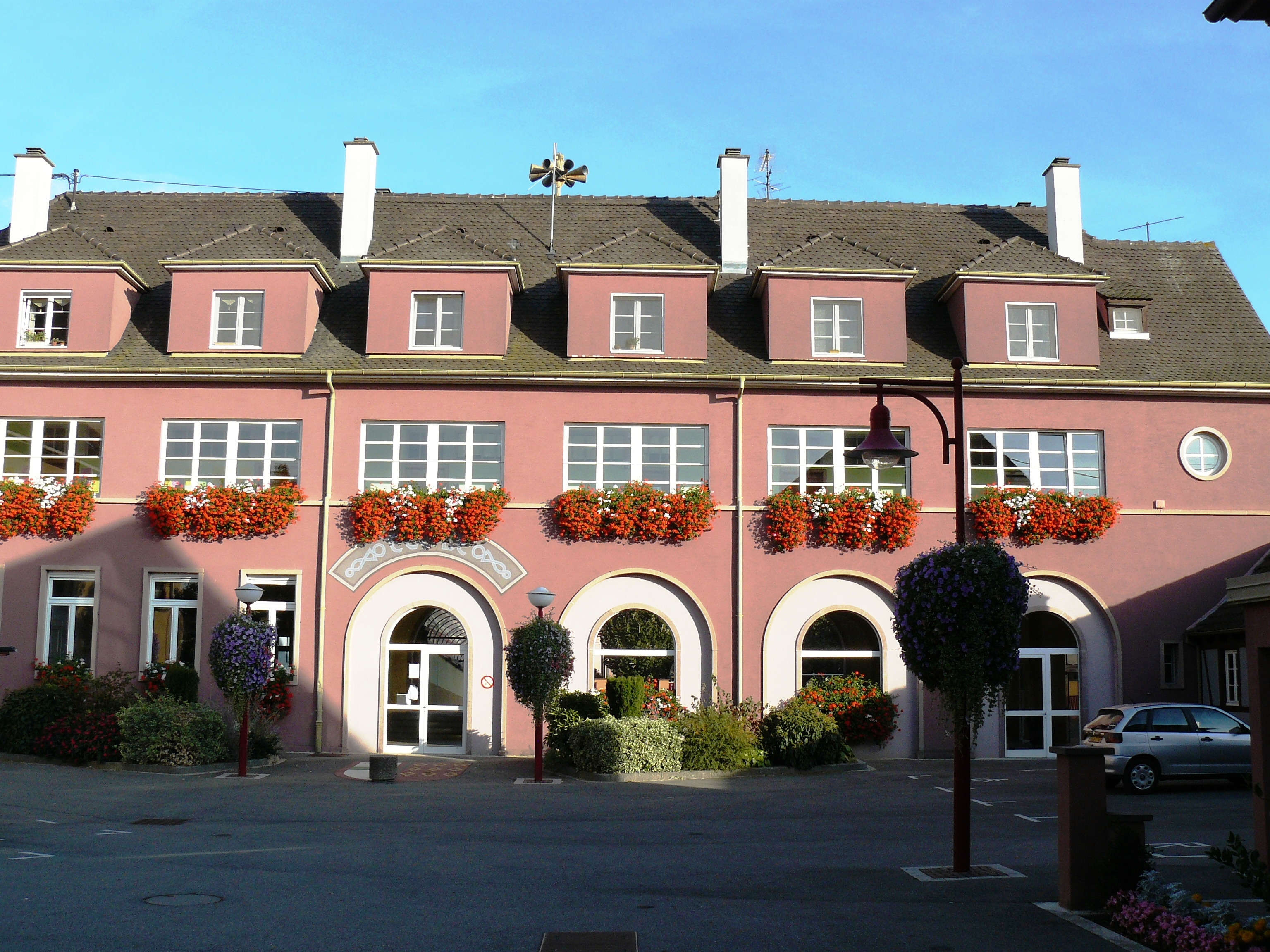
Здание школы